# Deux-Nèthes
Departamentul Deux-Nèthes (franceză Département Deux-Nèthes) a fost un departament al Franței din perioada revoluției și a primului Imperiu. 
Departamentul a fost format în urma ocupării de către trupele revoluționare franceze a Țările de Jos Austriece în 1794 și a Provinciilor Unte ale Țărilor de Jos în 1795. Departamentul este numit după numele francez al râului Nèthe (neerlandeză Nete) iar reședința este orașul Anvers. În 1810, în urma anexării Regatului Olandei, arondismentul Breda este adăugat departamentului, anterior acesta făcând parte din departamentul Brabantul Olandez.
Departamentul este divizat în 4 arondismente și 24 cantoane astfel:
- arondismentul Anvers, cantoanele: Anvers, Brecht, Ekeren, Kontich, Wilrijk și Zandhoven.
- arondismentul Breda, cantoanele: Bergen op Zoom, Breda, Ginneken, Oosterhout, Oudenbosch, Roosendaal și Zevenbergen.
- arondismentul Mechelen, cantoanele: Duffel, Heist-op-den-Berg, Lier, Mechelen și Puurs.
- arondismentul Turnhout, cantoanele: Arendonk, Herentals, Hoogstraten, Mol, Turnhout și Westerlo.

În urma înfrângerii lui Napoleon la Waterloo, teritoriul intră în componența Regatului Unit al Țărilor de Jos în cadrul căreia formează provincia Anvers iar fostul arondisment Breda revine provinciei Brabantul de Nord. Actualmente, provincia Anvers este o provincie belgiană iar Brabantul de Nord este o provincie olandeză.